# Trần Phương (nghệ sĩ)
Trần Phương (10 tháng 4 năm 1930 — 26 tháng 8 năm 2020) là một nam diễn viên điện ảnh, đạo diễn điện ảnh Việt Nam. Ông nổi tiếng với vai diễn chính trong bộ phim truyện Vợ chồng A Phủ, sau này ông chuyển sang làm đạo diễn và nổi tiếng với nhiều bộ phim, điển hình như ba phim truyện Hi vọng cuối cùng, Tội lỗi cuối cùng và Dòng sông hoa trắng, cũng là ba tác phẩm giúp ông đoạt Giải thưởng Nhà nước năm 2007.

## Tiểu sử
Ông tên thật Trần Đức Phương, sinh ngày 10 tháng 4 năm 1930 tại Thái Nguyên. Trước khi đến với điện ảnh, ông chưa từng qua học bất cứ trường lớp đào tạo diễn viên hay đạo diễn điện ảnh nào. Năm 16 tuổi, ông rời trường học, tham gia kháng chiến chống Pháp, sau đó học nghề thợ tiện, phục vụ trong xưởng quân giới của Giáo sư Trần Đại Nghĩa. Năm 1947, ông cùng đồng đội tại xưởng quân giới chuyển lên Bắc Cạn. Năm 1952, ông là một trong những học viên đầu tiên của Trường Văn nghệ nhân dân được thành lập tại chiến khu Việt Bắc. Ông tham gia nhiều thể loại, theo học kịch với Thế Lữ, Song Kim, Đoàn Phú Tứ, học văn với Nguyên Hồng, Tô Hoài, học chèo với Năm Ngũ, Cả Tam, tham gia đóng ca kịch Hòn đá của Đỗ Nhuận...

## Sự nghiệp
Năm 1955, Trần Phương về công tác tại Xưởng phim truyện Việt Nam. Năm 1959, ông tham gia đóng bộ phim truyện đầu tiên của nền điện ảnh cách mạng Việt Nam – Chung một dòng sông, ông tham gia đóng một số cảnh phim nhưng chỉ là vai nhỏ và không được ghi danh. Năm 1961, ông tham gia đóng bộ phim truyện Vợ chồng A Phủ của đạo diễn Mai Lộc, kịch bản Tô Hoài. Trong bộ phim này, ông đã khắc hoạ thành công hình ảnh chàng thanh niên người Mèo A Phủ. Sau thành công của vai diễn này, ông tiếp tục đóng thành công nhiều vai diễn khác trong nhiều bộ phim đã trở thành kinh điển của điện ảnh Cách mạng như Khoa trong Chị Tư Hậu (1962), Tơm trong Biển gọi (1967), Khiêm trong Tiền tuyến gọi (1969), Lực trong Truyện vợ chồng anh Lực (1971), Tiệp trong Ngày lễ Thánh (1976),... Trần Phương cũng được xem là một trong những diễn viên kì cựu của điện ảnh Cách mạng cùng Trà Giang, Lâm Tới, Thế Anh,...
Sau nhiều vai diễn, ông quyết định chuyển sang làm đạo diễn phim. Sau hai bộ phim làm phó đạo diễn cho Nghệ sĩ Nhân dân Trần Vũ là Chuyến xe bão táp và Những người đã gặp cả hai bộ phim này đều đoạt giải bông sen bạc và bông sen vàng tại Liên hoan phim Việt Nam vào năm 1977 và 1980. Bộ phim đầu tiên được ông dàn dựng là bộ phim về đề tài an ninh mang tên Mưa rơi trên thành phố (1978) dựa theo tác phẩm nhà văn Nguyễn Khắc Phục, biên kịch Mai Thanh. Bộ phim tiếp theo Dưới chân núi trắng (hay Dưới chân trời trắng) được cho là bộ phim truyền hình màu đầu tiên của Đài truyền hình Việt Nam, thực hiện năm 1979. Năm 1980, ông cho ra mắt bộ phim Tội lỗi cuối cùng đã gây nên một cơn sốt vé trong các rạp chiếu ở cả Nam lẫn Bắc. Trong bộ phim này, diễn viên Phương Thanh đóng vai Hiền "cá sấu", còn nam tài tử Trần Quang đóng vai tướng cướp Long Vân. Bộ phim còn có sự tham gia diễn xuất và viết ca khúc "Đời gọi em biết bao lần" của nhạc sĩ Trịnh Công Sơn. Với bộ phim này, Trần Phương đã giành Bông sen bạc tại Liên hoan phim Việt Nam lần thứ V, Phương Thanh giành giải Nữ diễn viên xuất sắc nhất. Ông tiếp tục thực hiện những bộ phim khác như: Hi vọng cuối cùng (1981), Đứng trước biển (1985), Hoàng Hoa Thám (1987), Dòng sông hoa trắng (1989)... Bộ phim Dòng sông hoa trắng có sự diễn xuất của Nghệ sĩ nhân dân Trà Giang (đây là vai diễn sau cùng của bà), cũng được giới chuyên môn đánh giá cao. Bộ phim Hi vọng cuối cùng (1981) với sự tham gia của Đặng Tất Bình và Như Quỳnh đã giành giải Bông sen bạc tại Liên hoan phim Việt Nam lần thứ VI tổ chức ở Thành phố Hồ Chí Minh, ông cũng chiến thắng ở hạng mục Đạo diễn xuất sắc.
Thập niên 1990, khi trào lưu phim mì ăn liền phát triển, ông cũng tích cực tham gia với hàng loạt bộ phim Vụ án Hồ Con Rùa, Dòng thác, Săn bắt cướp, Thủ môn từ trên trời rơi xuống, Tình ngỡ đã phôi phai, Vệt sáng ngược, Hai năm nữa anh về,... có doanh thu rất cao. Nhiều bộ phim trong số này nội dung về đề tài an ninh, giúp ông ghi dấu là một trong những đạo diễn có nhiều bộ phim hay về đề tài an ninh nhất. Trong những phim của mình, Trần Phương luôn cân bằng giữa yếu tố nghệ thuật và thị trường. Thập niên 2000, mặc dù đã hơn 70 tuổi nhưng ông vẫn tiếp tục thực hiện nhiều bộ phim như Đêm Bến Tre (đề tài Đồng khởi miền Nam) và Khi người ta yêu nhau.
Năm 2001, ông được trao tặng danh hiệu Nghệ sĩ nhân dân. Năm 2007, ông được nhận Giải thưởng Nhà nước về văn học nghệ thuật cho các phim Hi vọng cuối cùng, Tội lỗi cuối cùng, Dòng sông hoa trắng.
Ngày 26 tháng 8 năm 2020, do tuổi cao sức yếu, Trần Phương qua đời ở tuổi 90 tại viện dưỡng lão ở Hà Nội.

## Tác phẩm

### Diễn viên
| Năm  | Phim                          | Vai diễn                   | Đạo diễn                                | Nguồn |
| ---- | ----------------------------- | -------------------------- | --------------------------------------- | ----- |
| 1961 | Vợ chồng A Phủ                | A Phủ                      | NSND Mai Lộc                            |       |
| 1962 | Chị Tư Hậu                    | Khoa                       | NSND Phạm Kỳ Nam                        |       |
| 1965 | Trên vĩ tuyến 17              | Trung sĩ Việt              | NSƯT Lý Thái Bảo, Nguyễn Nhất Hiên      |       |
| 1966 | Lửa rừng                      | Pạo ly                     | NSND Phạm Văn Khoa                      |       |
| 1966 | Bình minh trên rẻo cao        | Đoàn                       | NSND Trần Đắc                           |       |
| 1967 | Biển gọi                      | Tơm                        | NSƯT Nguyễn Tiến Lợi, Nguyễn Ngọc Trung |       |
| 1969 | Tiền tuyến gọi                | Vũ Khiêm                   | NSND Phạm Kỳ Nam                        |       |
| 1970 | Chị Nhung                     | Tiểu đoàn trưởng           | Nguyễn Đức Hinh, NSND Đặng Nhật Minh    |       |
| 1970 | Bức tranh để lại              | Tám Trung                  | Nguyễn Thụ                              |       |
| 1973 | Truyện Vợ chồng anh Lực       | Lực                        | NSND Trần Vũ                            |       |
| 1976 | Ngày lễ Thánh                 | Tiệp                       | NSND Bạch Diệp                          |       |
| 1976 | Sao tháng Tám                 | Giáo sư Trung              | NSND Trần Đắc                           |       |
| 1977 | Câu chuyện làng Dừa           | Đồn trưởng Thinh           | NSND Bạch Diệp                          |       |
| 1978 | Chuyến xe bão táp             | Chủ nhiệm công ty xe khách | NSND Trần Vũ                            |       |
| 1980 | Dưới chân trời trắng          |                            | Trần Phương                             |       |
| 1980 | Chuyện đời không đơn giản     | Viện trưởng                | NSƯT Vũ Phạm Từ                         |       |
| 1980 | Bản đề án bị bỏ quên          | Công                       | Nông Ích Đạt                            |       |
| 1984 | Đêm miền yên tĩnh             | Ông Tám                    | Trần Phương                             |       |
| 1986 | Cuộc chia tay không hẹn trước | Bộ trưởng                  | NSND Bạch Diệp                          |       |

### Đạo diễn
| Năm  | Phim                          | Ghi chú                         | Nguồn         |
| ---- | ----------------------------- | ------------------------------- | ------------- |
| 1977 | Chuyến xe bão táp             | Phó đạo diễn cho NSND Trần Vũ   | [ 21 ] [ 22 ] |
| 1978 | Những người đã gặp            | Phó đạo diễn cho NSND Trần Vũ   | [ 23 ]        |
| 1979 | Mưa rơi trên thành phố        |                                 |               |
| 1980 | Tội lỗi cuối cùng             |                                 | [ 24 ] [ 25 ] |
| 1981 | Hy vọng cuối cùng             |                                 | [ 26 ]        |
| 1981 | Rừng lạnh                     |                                 |               |
| 1984 | Đêm miên yên tĩnh             | Đồng đạo diễn: Nguyễn Hữu Luyện | [ 27 ]        |
| 1985 | Đứng trước biển               |                                 |               |
| 1987 | Hoàng Hoa Thám                |                                 | [ 28 ]        |
| 1988 | Săn bắt cướp                  |                                 | [ 29 ]        |
| 1988 | Anh và em                     | Đồng đạo diễn: Nguyễn Hữu Luyện |               |
| 1989 | Dòng sông hoa trắng           |                                 | [ 30 ]        |
| 1990 | Kho vàng đẫm máu              |                                 |               |
| 1992 | Trong vòng tay chờ đợi        |                                 | [ 31 ]        |
| 1994 | Trà hoa nữ                    |                                 |               |
| 1994 | Người đi tìm dĩ vãng          |                                 |               |
| 1995 | Ngã ba thời gian              |                                 |               |
| 1996 | Ngày trở về                   |                                 |               |
| 1996 | Trung du                      |                                 |               |
| 1996 | Vành trăng khuyết             | Đồng đạo diễn: Nguyễn Thế Vĩnh  |               |
| 1997 | Giọt nước mắt giữa hai thế kỷ | Đồng đạo diễn: Nguyễn Thế Vĩnh  |               |
| 1997 | Hoàng hôn dang dở             |                                 |               |
| 2000 | Truyện đã qua                 |                                 |               |
| 2000 | Những người con hiếu thảo     |                                 |               |
| 2001 | Bến nước đời người            |                                 |               |
| 2002 | Đêm Bến Tre                   |                                 | [ 32 ]        |
| 2002 | Bình minh đỏ                  | 9 tập, nhân vật chính là Sao Đỏ | [ 33 ]        |
| 2003 | Khi người ta yêu nhau         |                                 |               |
| 2010 | Dưới cờ phục quốc             |                                 |               |

## Giải thưởng và đề cử
| Năm  | Lễ trao giải                           | Hạng mục             | Tác phẩm             | Kết quả       | Nguồn  |
| ---- | -------------------------------------- | -------------------- | -------------------- | ------------- | ------ |
| 1977 | Liên hoan phim Việt Nam lần thứ 4      | Phim truyện điện ảnh | Chuyến xe bão táp    | Bông sen bạc  | [ 34 ] |
| 1980 | Liên hoan phim Việt Nam lần thứ 5      | Phim truyện điện ảnh | Những người đã gặp   | Bông sen vàng | [ 35 ] |
| 1980 | Liên hoan phim Việt Nam lần thứ 5      | Phim truyện điện ảnh | Tội lỗi cuối cùng    | Bông sen bạc  | [ 36 ] |
| 1983 | Liên hoan phim Việt Nam lần thứ 6      | Phim truyện điện ảnh | Hy vọng cuối cùng    | Bông sen bạc  | [ 14 ] |
| 1983 | Liên hoan phim Việt Nam lần thứ 6      | Đạo diễn xuất sắc    | Hy vọng cuối cùng    | Đoạt giải     | [ 14 ] |
| 1995 | Giải thưởng Hội Điện ảnh Việt Nam 1994 | Phim truyện nhựa     | Người đi tìm dĩ vãng | Giải B        | [ 37 ] |